# في سبيل الإصلاح
في سبيل الإصلاح هو كتاب من تأليف الشيخ علي الطنطاوي ظهرت الطبعة الأولى منه في عام 1959 م، وهو يضم ثلاثاً وثلاثين مقالة يعود أكثرها إلى عشر الأربعينيات، ويقع في 310 صفحات من القطع المتوسط (14×21).

## نبذة
لقد كان «الإصلاح» واحداً من المقاصد الكلية العظمى لمسيرة علي الطنطاوي العلمية والأدبية، وكان السعي إليه والعمل في سبيله واحداً من أهم معالم سيرته. لقد كتب وخطب في سبيل الإصلاح، وحاضر وسافر في سبيل الإصلاح، وكافح ونافح في سبيل الإصلاح، وعاش حياته كلها في سبيل الإصلاح. فكيف لا يحمل واحدٌ من كتبه -بعد هذا كله- هذا العنوان؟
لقد اهتم دائماً بأساس الإصلاح ولبّه، فما كان ليَضيع -كما يصنع كثير من الوعّاظ والمحدّثين- في القشور ولا يُضيع فيها الناس. في مقالة «أخلاقنا» (التي نشرها عام 1938) يقول: «نحن اليوم -في أكثر بلدان الشرق الإسلامي- في دور يقظة ومطلع نهضة، ولكل نهضة جسم وروح؛ أما الجسم فهذه السياسة وما يتصل بها، وهذه الدواوين الحكومية وما يكون فيها، وهذه القوانين والأنظمة وما ينشأ عنها؛ وأما الروح فهو الأخلاق والعقائد والمثل العليا. فروح الحكم الإخلاص والقناعة والعدل بين الناس، وروح الوظيفة الاستقامة ومعرفة الواجب، وروح المدرسة تنشئة جيل المستقبل على المثل العليا، وروح الصحافة نشر الحق والفضيلة والخير... فهل امتدت نهضتنا إلى الروح؟ أم هي قد اقتصرت على الجسم وحده؛ لم نُعنَ إلا به، شأننا في كل أمر من أمورنا حين نهتم بالقشور ونقف عند الظواهر؟».
إن مقالات الكتاب حافلة بالدعوة إلى الخير والصلاح ومكارم الأخلاق؛ فنجد الدعوة إلى الفضيلة ومحاربة الفساد العنصرَ الأبرز في عدد منها، كما في: «دفاع عن الفضيلة» و«رجل في ملابس النساء» و«مناظرة هادئة» و«إلى علماء مصر» و«المشكلة الكبرى».
ولكن المؤلف -في دعوته إلى الإصلاح- لا يحصر اهتمامه بهذا الأمر وحده، ولا بجانب دون آخر من جوانب حياة الفرد وحياة المجتمع؛ فنجد الانتصار للفقراء والدعوة إلى العدالة الاجتماعية في مقالات: «إنذار» و«تاجر حرب» و«بطون جائعة وأموال ضائعة» و«يا أيها الأغنياء» و«إلى القرية يا شباب». ونجد تشخيصاً وعلاجاً لمشكلاتٍ اجتماعية (كالغش والمماطلة والتطفل والاستهتار والفردية والأنانية والنفاق وضياع الأمانة) في مقالات: «الأمانة» و«من أخلاقنا» و«حق الضيافة» و«في القهوة» و«بين الزوجين». ونجد دعوة إلى إصلاح التعليم وإحياء اللغة في مقالات: «مستقبل الأدب» و«دفاع عن الأدب» و«أسلوب جديد في التعليم» و«لو أقر المجمع» و«الأدباء الرسميون». ويدافع عن الأزهر ويدعو إلى إصلاحه في مقالتي: «إن هذا العلم دين» و«إلى علماء الأزهر».